# Oliver Olsen (calciatore)
Oliver Olsen (Ribe, 13 agosto 2000) è un calciatore danese, difensore del Randers.

## Carriera

### Club
Cresciuto prima nelle giovanili dell'Esbjerg e poi del Midtjylland esordisce in prima squadra il 16 dicembre 2018, nel vittoria per 1-3 in cada dell'Horsens.        
Il 29 luglio 2021, è stato ceduto in prestito al Fredericia dove resterà per due stagioni prima di trasferirsi al Randers.

### Nazionale
Ha giocato nelle nazionali giovanili danesi Under-16, Under-17, Under-18 ed Under-19.

## Statistiche

### Presenze e reti nei club
Statistiche aggiornate al 20 maggio 2025.
| Stagione           | Squadra            | Campionato         | Campionato | Campionato | Coppe nazionali | Coppe nazionali | Coppe nazionali | Coppe continentali | Coppe continentali | Coppe continentali | Altre coppe | Altre coppe | Altre coppe | Totale | Totale |
| Stagione           | Squadra            | Comp               | Pres       | Reti       | Comp            | Pres            | Reti            | Comp               | Pres               | Retin              | Comp        | Pres        | Reti        | Pres   | Reti   |
| ------------------ | ------------------ | ------------------ | ---------- | ---------- | --------------- | --------------- | --------------- | ------------------ | ------------------ | ------------------ | ----------- | ----------- | ----------- | ------ | ------ |
| 2018-2019          | Midtjylland        | SL                 | 1          | 0          | CD              | 0               | 0               | -                  | -                  | -                  | -           | -           | -           | 1      | 0      |
| 2019-2020          | Midtjylland        | SL                 | 0          | 0          | CD              | 0               | 0               | -                  | -                  | -                  | -           | -           | -           | 0      | 0      |
| 2020-2021          | Midtjylland        | SL                 | 0          | 0          | CD              | .0              | 0               | -                  | -                  | -                  | -           | -           | -           | 0      | 0      |
| Totale Midtjylland | Totale Midtjylland | Totale Midtjylland | 1          | 0          |                 | 0               | 0               |                    | -                  | -                  |             | -           | -           | 1      | 0      |
| 2021-2022          | Fredericia         | 1D                 | 28         | 3          | CD              | 4               | 0               | -                  | -                  | -                  | -           | -           | -           | 32     | 3      |
| 2022-2023          | Fredericia         | 1D                 | 30         | 2          | CD              | 2               | 0               | -                  | -                  | -                  | -           | -           | -           | 32     | 2      |
| Totale Fredericia  | Totale Fredericia  | Totale Fredericia  | 58         | 5          |                 | 6               | 0               |                    | -                  | -                  |             | -           | -           | 64     | 5      |
| 2023-2024          | Randers            | SL                 | 28+1       | 1          | CD              | 2               | 0               | -                  | -                  | -                  | -           | -           | -           | 31     | 1      |
| 2024-2025          | Randers            | SL                 | 31+1       | 1          | CD              | 1               | 0               | -                  | -                  | -                  | -           | -           | -           | 33     | 1      |
| Totale Randers     | Totale Randers     | Totale Randers     | 58+2       | 2          |                 | 3               | 0               |                    | -                  | -                  |             | -           | -           | 64     | 2      |
| Totale carriera    | Totale carriera    | Totale carriera    | 120        | 7          |                 | 9               | 0               |                    | -                  | -                  |             | -           | -           | 129    | 7      |